# Модифицированный потенциал Пёшль — Теллера

Форма модифицированного потенциала Пёшль-Теллера

Модифицированный потенциал Пёшль — Теллера — функция потенциальной энергии элетростатического поля, предложенная физиками Гертой Пёшль и Эдвардом Теллером как приближение для энергии двухатомной молекулы, альтернативный потенциалу Морзе
{\displaystyle U(x)={\frac {-U_{0}}{\mathrm {ch} ^{2}ax}}=-U_{0}\,\mathrm {sech} ^{2}ax}
Глубина потенциальной ямы {\displaystyle U_{0}} обычно параметризуется в виде:
{\displaystyle U_{0}={\frac {\hbar ^{2}}{2m}}a^{2}\lambda (\lambda -1)}.
Решение уравнения Шрёдингера с потенциальной энергией в форме модифицированной ямы Пёшль — Теллера представляется при помощи функций Лежандра.

## Уравнение Шрёдингера с модифицированным потенциалом Пёшль — Теллера
Стационарное уравнение Шрёдингера с модифицированным потенциалом Пёшль — Теллера имеет вид:
{\displaystyle -{\frac {\hbar ^{2}}{2m}}\Psi ''(x)-{\frac {\hbar ^{2}}{2m}}a^{2}{\frac {\lambda (\lambda -1)}{\mathrm {ch} ^{2}ax}}\Psi (x)=E\Psi (x).}
Если ввести обозначение {\displaystyle k={\sqrt {2mE/\hbar ^{2}}}}, то оно примет вид:
{\displaystyle \Psi ''(x)+\left(k^{2}+a^{2}{\frac {\lambda (\lambda -1)}{\mathrm {ch} ^{2}ax}}\right)\Psi (x)=0.}

### Решение через гипергеометрические функции
После замены переменных
{\displaystyle y=\mathrm {ch^{2}} ax}
получим
{\displaystyle y(1-y)\Psi ''(y)+\left({\frac {1}{2}}-y\right)\Psi '(y)-\left({\frac {k^{2}}{4a^{2}}}-{\frac {\lambda (\lambda -1)}{4y}}\right)\Psi (y)=0.}
Если подставить решение в виде
{\displaystyle \Psi (y)=y^{\frac {\lambda }{2}}v(y)},
то уравнение приводится к гипергеометрическому виду
{\displaystyle y(1-y)v''(y)+\left(\left(\lambda +{\frac {1}{2}}\right)-(\lambda -1)y\right)v'(y)-{\frac {1}{4}}\left(\lambda ^{2}+{\frac {k^{2}}{a^{2}}}\right)v=0}
Обозначая
{\displaystyle a={\frac {1}{2}}\left(\lambda +i{\frac {k}{a}}\right)\qquad b={\frac {1}{2}}\left(\lambda -i{\frac {k}{a}}\right)}
общее решение примет вид
{\displaystyle v(y)=A\;_{2}F_{1}\left(a,b;{\frac {1}{2}};1-y\right)+iB(1-y)^{\frac {1}{2}}\;_{2}F_{1}\left(a+{\frac {1}{2}},b+{\frac {1}{2}};{\frac {3}{2}};1-y\right)}
В качестве фундаментальной системы решений исходного уравнения удобно выбрать чётное и нечётное решение, то есть собственные функции оператора чётности:
{\displaystyle {\hat {P}}\Psi _{\pm }(x)=\pm \Psi _{\pm }(x),}
Чётное решение соответствует {\displaystyle A=1} и {\displaystyle B=0}
{\displaystyle \Psi _{+}(x)=\mathrm {ch} ^{\lambda }ax\;_{2}F_{1}\left(a,b;{\frac {1}{2}};-\mathrm {sh} ^{2}ax\right)}
Нечётное решение соответствует {\displaystyle A=0} и {\displaystyle B=1}
{\displaystyle \Psi _{-}(x)=\mathrm {ch} ^{\lambda }ax\;\mathrm {sh} ax\;_{2}F_{1}\left(a+{\frac {1}{2}},b+{\frac {1}{2}};{\frac {3}{2}};-\mathrm {sh} ^{2}ax\right)}

### Энергия связанных состояний
Для удобства обозначим {\displaystyle k=i\kappa }, тогда энергия запишется как
{\displaystyle E=-{\frac {\hbar ^{2}\kappa ^{2}}{2m}}.}
Параметры гипергеометрических функций примут вид
{\displaystyle a={\frac {1}{2}}\left(\lambda -{\frac {\kappa }{a}}\right)\qquad b={\frac {1}{2}}\left(\lambda +{\frac {\kappa }{a}}\right).}
Чтобы получить нормируемые функции необходимо исключить члены асимптотик неограниченные на бесконечности, для нечётных функций это условие примет вид
{\displaystyle {\frac {\kappa }{a}}=\lambda -2-2k},
для чётных
{\displaystyle {\frac {\kappa }{a}}=\lambda -1-2k}
Объединяя эти условия, получим уровни энергии:
{\displaystyle E_{n}=-{\frac {\hbar ^{2}a^{2}}{2m}}(\lambda -1-n)^{2},\qquad n\leqslant \lambda -1,\;n\in \mathbb {Z} _{+}}

### Коэффициенты отражения и прохождения
Коэффициенты отражения и прохождения имеют вид:
{\displaystyle R={\frac {1}{1+p^{2}}},\qquad T={\frac {p^{2}}{1+p^{2}}},}
где введено обозначение
{\displaystyle p={\frac {\mathrm {sh} {\frac {\pi k}{a}}}{\sin \pi \lambda }}.}
При {\displaystyle \lambda \in \mathbb {Z} _{+}} получим, что {\displaystyle p=\infty } и
{\displaystyle R=0,\qquad T=1.}
Таким образом, при {\displaystyle \lambda \in \mathbb {N} } модифицированный потенциал Пёшль — Теллера становится безотражательным.

### Решение через функции Лежандра
Заменой {\displaystyle u=\mathrm {th} ax} уравнение Шрёдингера может быть сведено к уравнению
{\displaystyle ((1-u^{2})\Psi '(u))'+\lambda (\lambda -1)\Psi (u)+\left({\frac {k}{a}}\right)^{2}{\frac {1}{1-u^{2}}}\Psi (u)=0.}
Решение этого уравнения может быть представлено через функции Лежандра
{\displaystyle \Psi (u)=AP_{\lambda -1}^{\mu }(u)+BQ_{\lambda -1}^{\mu }(u),}
где {\displaystyle \mu =ik/a}.